# Barbacenia beauverdii
Barbacenia beauverdii là một loài thực vật có hoa trong họ Velloziaceae. Loài này được Damazio miêu tả khoa học đầu tiên năm 1907.